# Paraboles (livre)
Pour les articles homonymes, voir Parabole (homonymie).
Paraboles est un recueil de textes courts de Franz Kafka. 
Il comprend notamment celui nommé Parabole de la Loi, qui a été édité deux fois de manière séparée par Kafka, une première fois en 1915 dans la revue Selbstwehr, puis en 1919 dans la collection Ein Landarzt. Il a ensuite été intégré dans le chapitre IX intitulé « À la cathédrale » de l'édition posthume de 1925 du Procès de Kafka.
L'ensemble des textes regroupés sous le titre Paraboles a été traduit en français par Jean Carrive, aux éditions de L'Arbalète en 1945.
La signification de certains de ces textes a été questionnée, y compris par Kafka lui-même. Parmi les commentateurs, les uns ont tenté de décrypter de prétendues allégories de la vie de Kafka, les autres retiennent plutôt un jeu de l'auteur avec les attentes de ses lecteurs ; Beda Allemann, par exemple, écrivait à propos des paraboles de Kafka qu'il s'agissait d'une « ironie diabolique par excellence ». 